# گروه ان‌جی‌سی ۵۶۷۹
گروه ان‌جی‌سی ۵۶۷۹ (انگلیسی: NGC 5679 Group) یک کهکشان سه‌گانه در فاصله حدود ۴۰۰ میلیون سال نوری از زمین در صورت فلکی سنبله است.